# Wyoming High School
 (juillet 2023).
Si vous disposez d'ouvrages ou d'articles de référence ou si vous connaissez des sites web de qualité traitant du thème abordé ici, merci de compléter l'article en donnant les références utiles à sa vérifiabilité et en les liant à la section « Notes et références ».
Wyoming High School (WHS) est un lycée public à Wyoming, Ohio, qui se situe en dehors de Cincinnati. L'école est gérée par le Wyoming City School District, dans le comté de Hamilton. Les étudiants viennent de la ville du Wyoming et de certaines parties du canton de Springfield.
Wyoming High School a été classé 3e meilleur lycée de l'Ohio par US News en 2022, recevant un 84,2/100. En 2006, l'école a été classé 1er dans l'État d'Ohio. En 2009, elle a été classée 70e aux États-Unis par Newsweek Magazine.

## Cours
L'école offre un parcours rigoureux, y compris plusieurs cours de placement avancé (l'anglais: "Advanced Placement"), un programme national qui donne aux élèves l'opportunité d'étudier du matériel au niveau universitaire. La moyenne élève suit au moins un cours de placement avancé.
En plus, il y a une grande diversité de cours qui traitent de l'informatique et des arts. Wyoming offre trois orchestres et deux chœurs, ainsi que la théorie musicale. Les mathématiques sont enseignées aux différents niveaux (beaucoup d'élèves suit le cours d'analyse), et il y a trois langues enseignées (l'espagnol, le français, et le latin).

## Activités parascolaires
Il y a nombreux clubs à l'école, y compris le gouvernement étudiant, le SimulONU/le débat, le club de français/espagnol/latin, l'olympique scientifique, et cetera. Le programme de théâtre est particulièrement fort, et début deux pièces et une pièce musicale par an.

## Athlétisme
L'école est un membre du "Cincinnati Hills League", une association des lycées qui concourent avec l'un à l'autre.
Wyoming a 24 équipes de sport, dont:

### Les Sports
- L'Automne
  - Le football américain (hommes)
  - Le foot (hommes) (femmes)
  - Le volley (femmes)
  - Le golf (hommes) (femmes)
  - Le tennis (femmes)
  - Le cross-country running (mixte)
  - Le cheerleading (femmes)
- L'Hiver
  - Le basket (hommes) (femmes)
  - La natation (mixte)
  - La plongée (mixte)
  - La lutte (hommes)
  - L'athlétisme (mixte)
  - Le bowling (mixte)
  - Le cheerleading (femmes)
- Le Printemps
  - L'athlétisme (mixte)
  - Le tennis (hommes)
  - La crosse (hommes) (femmes)
  - Le baseball (hommes)
  - Le softball (femmes)

## Anciens notables
- William G. Bowen, ancien président de l'Université de Princeton et de la Fondation Andrew W. Mellon
- Thomas D. Boyatt, ancien ambassadeur des États-Unis au Burkina Faso (1978-1980) et en Colombie (1980-1983)
- Robert Brewster, joueur de football américain
- Deena Deardurff, nageuse américaine, médaillée d'or olympique 1972 en 4 × 100 m quatre nages.
- John R. Fox, 1er lieutenant de l'armée des États-Unis, a reçu à titre posthume la médaille d'honneur du Congrès pour sa bravoure en Italie pendant la Seconde Guerre mondiale.
- Bob Goodridge, joueur de football américain
- Guillaume Greider, écrivain
- B. Todd Jones, responsable de la discipline de la Ligue nationale de football, ancien directeur du Bureau de l'alcool, du tabac, des armes à feu et des explosifs[5] ancien procureur américain (Minnesota) ; associé chez Robins, Kaplan, Miller &amp; Ciresi
- Ruston Kelly, auteur-compositeur-interprète
- CF Payne, illustrateur
- David Payne, membre de l'équipe d'athlétisme des États-Unis (2008) médaillé d'argent olympique
- John Weld Peck II, juge
- Ahmed Plummer, joueur de football américain
- PJ Pope, joueur de football américain
- Jeff Russel, joueur de baseball[6]
- David Shenk, écrivain
- Sean Smith, joueur de football américain
- Tracy Smith, personnalité de la télévision
- John Terlesky, acteur et réalisateur
- Otto Warmbier (Promotion 2013, Salutatorian )[7], Étudiant américain qui a été emprisonné en Corée du Nord en 2016 pour subversion
- Lance Williams, journaliste, écrivain (co-auteur Game of Shadows )
- Michael Wolfe, poète, auteur et cinéaste primé Muhammad: Legacy of a Prophet